# Karen Taft
Karen Marie Taft (født Karen Marie Toft Jensen 25. april 1905, død 26. juli 1997 i Madrid) var en dansk balletdanser, koreograf og klassisk balletlærer.
Fra midten af 1940'erne havde hun base i Madrid, hvor hun fra 1949 drev balletskole.

## Biografi
Karen Taft var datter af den succesrige hoteldirektør Anders Jensen (1861-1940) og Karen Kjerstine Nørtoft (1874-1933). Da hun var 16, begyndte hun trods familiens misbilligelse at studere ballet. To år senere mødte hun koreografen Michel Fokine, som komplimenterede hende for hendes præstationer. For at forebygge yderligere problemer med familien flyttede hun til New York.
I 1929 blev hun ansat af Roxy Theatre i Rockefeller Center, hvor hun dansede i to år, før hun som solodanser vendte tilbage til Europa. Mens hun turnerede, søgte hun de bedste lærere, herunder Lyubov Yegorova og Olga Preobrajenska i Paris og Tamara Karsavina og Anton Dolin i London.
Taft vendte i 1939 tilbage til Danmark, hvor hun etablerede et balletkompagni. Grundet risikoen for krig opløste hun kompagniet og flyttede i 1940 til Madrid. På trods af borgerkrigen i landet blev hun så begejstret for landet, at hun besluttede sig for at blive der. Hun grundlagde i 1949 sin balletskole.  I årenes løb blev den en integreret del af byens kulturelle scene, der uddannede mange balletdansere, der senere sluttede sig til landets teatre. I 1950'erne arbejdede hun også som koreograf, og deltog i García Leoz' La duquesa de Candil. 
Karen Taft døde i Madrid den 26. juli 1997. Hun er begravet på Vestre Kirkegård i København.